# Manuel Facal
Manuel Facal (Malmö, Suecia; 23 de junio de 1982) es un guionista y director de cine sueco-uruguayo. Ha escrito y dirigido los largometrajes Relocos y repasados (2013) de comedia y Fiesta Nibiru (2018) de comedia, horror y ciencia ficción así como los largometrajes clase B Achuras (2003) y Achuras 2 (2013) de comedia y zombis. Escribió el guion de la película Al morir la matinée (2020).